# Chlorophorus
Chlorophorus là một chi bọ xén tóc thuộc họ Cerambycidae, phân họ Cerambycinae.

## Các loài
- Chlorophorus abruptulus
- Chlorophorus abyssinicus
- Chlorophorus acrocarpi
- Chlorophorus adelii
- Chlorophorus adlbaueri
- Chlorophorus aegyptiacus
- Chlorophorus agnatus
- Chlorophorus albopunctatus
- Chlorophorus alboscutellatus
- Chlorophorus alni
- Chlorophorus amami
- Chlorophorus amoenus
- Chlorophorus ancora
- Chlorophorus angustatus
- Chlorophorus annularis
- Chlorophorus annularoides
- Chlorophorus annulatus
- Chlorophorus anticeconjunctus
- Chlorophorus anticemaculata
- Chlorophorus anulifer
- Chlorophorus arciferus
- Chlorophorus aritai
- Chlorophorus aspertulus
- Chlorophorus assimilis
- Chlorophorus aurantiacus
- Chlorophorus aurivilliusi
- Chlorophorus austerus
- Chlorophorus bakeri
- Chlorophorus basilanus
- Chlorophorus basispilus
- Chlorophorus biinterruptus
- Chlorophorus bonengensis
- Chlorophorus boninensis
- Chlorophorus borneensis
- Chlorophorus brevenotatus
- Chlorophorus brevivittatus
- Chlorophorus butleri
- Chlorophorus capensis
- Chlorophorus capillatus
- Chlorophorus carinatus
- Chlorophorus castaneorufus
- Chlorophorus chiuae
- Chlorophorus cingalensis
- Chlorophorus circularis
- Chlorophorus clemenceaui
- Chlorophorus congruus
- Chlorophorus coniperda
- Chlorophorus convexifrons
- Chlorophorus copiosus
- Chlorophorus cursor
- Chlorophorus curvatofasciatus
- Chlorophorus decoratus
- Chlorophorus deterrens
- Chlorophorus dimidiatus
- Chlorophorus dinae
- Chlorophorus disconotatus
- Chlorophorus distinguendus
- Chlorophorus dodsi
- Chlorophorus dohertii
- Chlorophorus dominici
- Chlorophorus drumonti
- Chlorophorus duo
- Chlorophorus dureli
- Chlorophorus durvillei
- Chlorophorus eckweileri
- Chlorophorus elaeagni
- Chlorophorus eximius
- Chlorophorus externenotatus
- Chlorophorus faldermanni
- Chlorophorus favieri
- Chlorophorus figuratus
- Chlorophorus flavopubescens
- Chlorophorus fraternus
- Chlorophorus fulvicollis
- Chlorophorus funebris
- Chlorophorus furcillatus
- Chlorophorus furtivus
- Chlorophorus gaudens
- Chlorophorus glabromaculatus
- Chlorophorus glaucus
- Chlorophorus grandipes
- Chlorophorus graphus
- Chlorophorus gratiosus
- Chlorophorus griseomaculatus
- Chlorophorus guerryi
- Chlorophorus hainanicus
- Chlorophorus hauseri
- Chlorophorus hederatus
- Chlorophorus hefferni
- Chlorophorus henriettae
- Chlorophorus herbstii
- Chlorophorus himalayanus
- Chlorophorus hircanus
- Chlorophorus hirsutulus
- Chlorophorus hrabovskyi
- Chlorophorus hungaricus
- Chlorophorus ictericus
- Chlorophorus ignobilis
- Chlorophorus impressithorax
- Chlorophorus inhumeralis
- Chlorophorus insidiosus
- Chlorophorus intactus
- Chlorophorus interneconnexus
- Chlorophorus japonicus
- Chlorophorus javanus
- Chlorophorus jendeki
- Chlorophorus jucundus
- Chlorophorus juheli
- Chlorophorus kabateki
- Chlorophorus kanekoi
- Chlorophorus kanoi
- Chlorophorus kejvali
- Chlorophorus kinganus
- Chlorophorus kobayashii
- Chlorophorus krantzi
- Chlorophorus kusamai
- Chlorophorus lepesmei
- Chlorophorus lineatus
- Chlorophorus lingnanensis
- Chlorophorus linsleyi
- Chlorophorus lituratus
- Chlorophorus ludens
- Chlorophorus luxatus
- Chlorophorus malaccanus
- Chlorophorus manillae
- Chlorophorus marginalis
- Chlorophorus masatakai
- Chlorophorus medanensis
- Chlorophorus mediolineatus
- Chlorophorus melancholicus
- Chlorophorus micheli
- Chlorophorus minutus
- Chlorophorus mjoebergii
- Chlorophorus moestus
- Chlorophorus mongolicus
- Chlorophorus monticola
- Chlorophorus motschulskyi
- Chlorophorus moultoni
- Chlorophorus moupinensis
- Chlorophorus muscifluvis
- Chlorophorus muscosus
- Chlorophorus mushanus
- Chlorophorus namibiensis
- Chlorophorus navratili
- Chlorophorus nepalensis
- Chlorophorus niehuisi
- Chlorophorus nigerrimus
- Chlorophorus nigripes
- Chlorophorus nigroannulatus
- Chlorophorus nivipictus
- Chlorophorus nodai
- Chlorophorus nouphati
- Chlorophorus obliteratus
- Chlorophorus ogasawarensis
- Chlorophorus orbatus
- Chlorophorus ovicollis
- Chlorophorus palavanicus
- Chlorophorus parens
- Chlorophorus patricius
- Chlorophorus pelleteri
- Chlorophorus perroti
- Chlorophorus petaini
- Chlorophorus pilosus
- Chlorophorus pinguis
- Chlorophorus praecanus
- Chlorophorus praetextus
- Chlorophorus proannulatus
- Chlorophorus probsti
- Chlorophorus pseudoswatensis
- Chlorophorus puncticollis
- Chlorophorus punctiger
- Chlorophorus quatuordecimmaculatus
- Chlorophorus quinquefasciatus
- Chlorophorus reductus
- Chlorophorus ringenbachi
- Chlorophorus robustior
- Chlorophorus rubricollis
- Chlorophorus ruficornis
- Chlorophorus rufimembris
- Chlorophorus sagittarius
- Chlorophorus salicicola
- Chlorophorus salomonum
- Chlorophorus sappho
- Chlorophorus sartor
- Chlorophorus savioi
- Chlorophorus scenicus
- Chlorophorus scriptus
- Chlorophorus seclusus
- Chlorophorus semiformosus
- Chlorophorus semikanoi
- Chlorophorus semiruber
- Chlorophorus seniculus
- Chlorophorus separatus
- Chlorophorus sexguttatus
- Chlorophorus shoreae
- Chlorophorus siegriedae
- Chlorophorus signaticollis
- Chlorophorus signatipennis
- Chlorophorus simillimus
- Chlorophorus socius
- Chlorophorus strobilicola
- Chlorophorus sulcaticeps
- Chlorophorus sumatrensis
- Chlorophorus sumbavae
- Chlorophorus swatensis
- Chlorophorus taihorensis
- Chlorophorus taiwanus
- Chlorophorus tixieri
- Chlorophorus tohokensis
- Chlorophorus tonkineus
- Chlorophorus torquilla
- Chlorophorus touzalini
- Chlorophorus tredecimmaculatus
- Chlorophorus trifasciatus
- Chlorophorus trusmadensis
- Chlorophorus varius
- Chlorophorus vartianae
- Chlorophorus verus
- Chlorophorus wewalkai
- Chlorophorus vicinus
- Chlorophorus viticis
- Chlorophorus vulpinus
- Chlorophorus yachovi
- Chlorophorus yakitai
- Chlorophorus yayeyamensis
- Chlorophorus yedoensis
- Chlorophorus zelus